# Brent Grimes
Brent Omar Grimes (geboren am 19. Juli 1983 in Philadelphia, Pennsylvania) ist ein ehemaliger US-amerikanischer American-Football-Spieler auf der Position des Cornerbacks. Er spielte College Football für die Shippensburg University und wurde 2006 als ungedrafteter Free Agent von den Atlanta Falcons aufgenommen. Bevor er für die Falcons in der National Football League zum Einsatz kam, wurde er für ein Jahr an die Hamburg Sea Devils in die NFL Europe ausgeliehen. Nach seiner Rückkehr spielte er bis 2012 für Atlanta und anschließend bis 2015 für die Miami Dolphins. Von 2016 bis 2018 war er bei den Tampa Bay Buccaneers unter Vertrag.

## NFL

### Atlanta Falcons
Am 16. Mai 2006 nahmen die Atlanta Falcons Grimes als ungedrafteten Free Agent auf. Während des Training-Camps verletzte er sich jedoch und wurde wieder entlassen. Im Januar 2007 verpflichteten sie ihn erneut und verliehen ihn in die NFL Europe. Dort wurde er zunächst von den Amsterdam Admirals an die Rhein Fire abgeschoben, bevor er letztendlich bei den Hamburg Sea Devils landete. Dort war er ein wichtiger Bestandteil der Defensive und gewann mit dem Team den World Bowl (XV), wo Frankfurt Galaxy geschlagen werden konnte.
Zurück in Atlanta gelang es ihm einen Platz im Kader der Falcons zu erkämpfen und er kam 2007 und 2008 hauptsächlich in den Special Teams zum Einsatz. 2009 gelang ihm der Durchbruch als Cornerback, als ihm 66 Tackles und sechs Interceptions gelangen. 2010 wurde er am 15. Spieltag nach dem Spiel gegen die Seattle Seahawks zum „NFC Defensive Player of the Week“ ernannt, nachdem er drei Tackles hatte, sowie fünf Pässe verteidigte und ihm eine Interception gelang. Nach der Saison wurde er in seinen ersten Pro Bowl gewählt. In den nächsten zwei Jahren kämpfte er mit vielen Verletzungen und erhielt nach einem Achillessehnenriss, durch den er die komplette Saison 2012 verpasst hatte, von den Falcons keinen neuen Vertrag.

### Miami Dolphins
Nachdem Grimes als Free Agent bei den Cleveland Browns und Miami Dolphins vorgespielt hatte, unterschrieb er am 30. März 2013 einen Einjahresvertrag über 5,5 Millionen US-Dollar bei den Dolphins. Er wurde als Routinier verpflichtet, der die Rookie-Cornerbacks Will Davis und Jamar Taylor anführen und leiten sollte und galt als Schlüsselspieler in der Defensive von Miami. Ihm gelang nach seiner langen Verletzung ein starkes Comeback und  Pro Football Focus wählte ihn zum zweitbesten Cornerback der Saison 2013 und er erhielt seine zweite Einladung in den Pro Bowl. Am 3. März 2014 unterschrieb Grimes bei den Dolphins einen neuen Vierjahresvertrag über $32 Millionen und konnte anschließend seine guten Leistungen aus dem Vorjahr bestätigen und wurde für seinen dritten Pro Bowl nominiert. Nach der Saison 2015 wurde er von den Dolphins entlassen.

### Tampa Bay Buccaneers
Am 11. März 2016 unterschrieb Grimes bei den Tampa Bay Buccaneers einen Zweijahresvertrag über $16,5 Millionen.